# أوكروغ يامالو-نينيتس الذاتية
أوكروغ يامالو-نينيتس الذاتية هي إحدى الكيانات الفدرالية في روسيا. وتحوي المدن والقرى التالية: غوبكينسكي،
لابيتنانغي،
ميورافلنكو،
ناديم،
نوفي يورنغوي،
نويابرسك،
سالخارد،
تاركو-سال،